# Мира Боровчанин
Мира Боровчанин (Сарајево, 1. септембар 1988) је дипломирани психолог и пјесник. „Можда сам због тебе пјесник постала” је њена прва збирка пјесама.

## Биографија
Мира Боровчанин је рођена 1. септембра 1988. године у Сарајеву, гдје је живјела до 1991. године. Исте године преселила се у Сумбуловац гдје и данас живи. Основну школу је завршила у Мокром, а средњу школу на Палама. Дипломирала је психологију на Филозофском факултету Универзитета у Источном Сарајеву. Књига љубавне поезије „Можда сам због тебе пјесник постала” је њено прво књижевно дјело.